# Międzyszkolny Uczniowski Klub Sportowy Joker Świecie 2021-2022
Questa voce raccoglie le informazioni riguardanti il Międzyszkolny Uczniowski Klub Sportowy Joker Świecie nelle competizioni ufficiali della stagione 2021-2022.

## Organigramma societario
Area direttiva
- Presidente: Andrzej Nadolny

Area tecnica
- Allenatore: Bülent Karslıoğlu (fino al 21 novembre 2021), Piotr Matela (dal 25 novembre 2021)
- Allenatore in seconda: Miłosz Szwaba
- Assistente allenatore: Nikolay Mariaskin

## Rosa
| N° | Nome                | Ruolo | Data di nascita  | Nazionalità sportiva |
| -- | ------------------- | ----- | ---------------- | -------------------- |
| 1  | Judyta Gawlak       | C     | 6 novembre 1990  | Polonia              |
| 2  | Angelika Szostok    | S     | 28 agosto 1995   | Polonia              |
| 3  | Amelia Senica       | S     | 31 dicembre 2004 | Polonia              |
| 5  | Agata Michalewicz   | P     | 28 aprile 1998   | Polonia              |
| 6  | Vangelija Račkovska | S     | 19 luglio 1997   | Bulgaria             |
| 7  | Natalia Nuszel      | S     | 23 febbraio 1989 | Polonia              |
| 8  | Agata Nowak         | L     | 8 luglio 1995    | Polonia              |
| 9  | Joanna Sikorska     | O     | 20 dicembre 1990 | Polonia              |
| 10 | Andressa Picussa    | C     | 22 luglio 1989   | Brasile              |
| 11 | Sonia Kubacka       | C     | 27 febbraio 1996 | Polonia              |
| 12 | Maria de Oliveira   | O     | 12 dicembre 1992 | Brasile              |
| 13 | Monika Jagła        | L     | 1º aprile 2000   | Polonia              |
| 14 | Paulina Zaborowska  | P     | 7 giugno 2000    | Polonia              |
| 16 | Julia Twardowska    | S     | 4 maggio 1995    | Polonia              |